# Hubert Germain
Pour les articles homonymes, voir Germain.
Hubert Germain, né le 6 août 1920 à Paris et mort le 12 octobre 2021 dans la même ville, est un résistant et homme politique français.
Engagé dans les Forces françaises libres pendant la Seconde Guerre mondiale, il mène ensuite une carrière politique, au cours de laquelle il est maire de Saint-Chéron  dans l'Essonne et député de la quatorzième circonscription de Paris (13e arrondissement). Il est, entre 1972 et 1974, ministre dans les gouvernements Messmer.
Nommé compagnon de la Libération en 1944, il est l'ultime membre de cet ordre jusqu'à son décès le 12 octobre 2021.

## Biographie

### Famille et formation
Hubert Germain naît le 6 août 1920 dans le 16e arrondissement de Paris. Il est le fils du général français Maxime Germain.
Suivant les affectations de son père, il est élevé à la mission laïque franco-arabe de Damas de 1930 à 1932, effectue sa scolarité au lycée Albert-Sarraut d'Hanoï, où il passe son baccalauréat, puis au lycée Saint-Louis à Paris. Il étudie ensuite en classes préparatoires au lycée Michel-Montaigne de Bordeaux.
À la mi-juin 1940, au moment où il passe le concours de l'École navale, les Allemands entrent dans Paris. Il décide alors de rendre copie blanche pour ne pas avoir à servir dans une armée aux ordres de l'ennemi,.
Le 3 octobre 1945, il épouse Simone Millon (1914-2007) avec laquelle il aura trois enfants.

### Seconde Guerre mondiale
Hubert Germain refuse l'armistice du 22 juin 1940. Il décide de continuer le combat et de rejoindre la Grande-Bretagne avec trois de ses camarades. Le 24 juin 1940, ils parviennent à s'embarquer sur l'Adandora Star à Saint-Jean-de-Luz à destination de Liverpool. À l'Olympia Hall de Londres, il s'engage dans les Forces françaises libres. Il suit une formation d'élève officier de marine à bord du cuirassé Courbet.
Au printemps 1941, il est affecté, en Palestine, à la 1re division française libre (1re DFL) commandée par son parrain le général Legentilhomme. Il participe à la campagne de Syrie au sein de l'état-major de la division.
En septembre 1941, à l'issue de sa formation d'officier à Damas, il est nommé aspirant et affecté à l'état-major de la 1re Brigade française libre commandée par le général Kœnig.
En février 1942, il est affecté à la 13e demi-brigade de Légion étrangère (13e DBLE). Il participe, comme chef de section antichars, à la bataille de Bir Hakeim, où il est cité à l'ordre de l'armée.
En septembre 1942, il est nommé sous-lieutenant.
Au sein de la 1re division française libre (1re DFL), il participe à la bataille d'El Alamein puis à la campagne de Tunisie.
Le 24 mai 1944, pendant la campagne d'Italie, à Pontecorvo près de Monte Cassino, il est blessé et évacué vers Naples.
En août 1944, il participe au débarquement de Provence et aux combats de la 1re armée française qui remonte la vallée du Rhône vers l'Allemagne.
Après la Libération, il devient aide de camp du général Kœnig qui commande les Forces françaises d'occupation en Allemagne de juillet 1945 au 21 septembre 1949.

### Carrière civile et politique
Hubert Germain travaille de 1950 à 1952 comme cadre pour l’entreprise Cinzano, à Gennevilliers, puis chez l'entreprise chimique suisse Geigy et comme directeur de la Société française de télédistribution.
De 1953 à 1965, il est maire de Saint-Chéron (commune alors située en Seine-et-Oise, aujourd'hui dans l'Essonne).
De 1960 à 1962, il est chargé de mission au cabinet de Pierre Messmer, ministre des Armées puis, conseiller technique de 1967 à 1968. Il y est employé en tant qu'attaché parlementaire du ministre.
Il est ensuite député de la quatorzième circonscription de Paris, dans le 13e arrondissement, d'abord de 1962 à 1967, puis de 1968 à 1972, et enfin en 1973. Il est aussi secrétaire général (1969-1971) et président (1971-1973) de l'amicale parlementaire Présence et Action du gaullisme, dont il est l'un des fondateurs avec Pierre Messmer. René la Combe, Compagnon de la libération et député du Maine-et-Loire lui succédera à la tête de ce mouvement gaulliste.
Sa carrière politique est marquée par sa participation aux trois gouvernements Messmer du 6 juillet 1972 au 2 mars 1974, d'abord comme ministre des Postes, télégraphes et téléphones (PTT), puis ministre chargé des Relations avec le Parlement du 2 mars au 27 mai 1974. Il a également assuré l’intérim au ministère des PTT du 13 avril au 27 mai 1974, à la suite de la démission de Jean Royer qui se présente à l'élection présidentielle de 1974. Il a accepté ces postes « plus par fidélité que par goût du pouvoir » note Le Monde.
De 1975 à 1982, il est nommé président de la Société française de télédistribution, succédant à Robert Bourgeot.
En 1978, il tente de se faire élire député de Saint-Pierre-et-Miquelon, mais n'obtient que 11,34 % des suffrages exprimés. 
Franc-maçon, il a été initié  à la Grande Loge de France en 1975. Il est membre fondateur de la loge « Pierre Brossolette, Compagnon de la Libération » et grand-maître d'honneur de la Grande Loge de France. Également membre de la juridiction du Suprême Conseil de France, il est 33e degré du Rite écossais ancien et accepté.

### Retraite
À partir de 2010, Hubert Germain est membre du Conseil de l'ordre de la Libération. Il est pensionnaire de l'Institution nationale des Invalides à Paris. Le général Thierry Burkhard, chef d'état-major de l'Armée de terre, lui rend visite le 31 juillet 2019, jour de sa prise de fonction,.
Lors des commémorations des 80 ans de l'appel du 18 Juin, le Premier ministre britannique, Boris Johnson, annonce que les quatre derniers compagnons de la Libération (Edgard Tupët-Thomé, Daniel Cordier, Pierre Simonet et Hubert Germain) sont nommés membres honoraires de l'ordre de l'Empire britannique. La décoration est remise à Hubert Germain par Ed Llewellyn, ambassadeur du Royaume-Uni à Paris le 2 juillet 2020 lors d'une cérémonie aux Invalides,.
En octobre 2020, dans son ouvrage Espérer pour la France, écrit avec Marc Leroy, il déclare : « Quand le dernier d'entre nous sera mort, la flamme s'éteindra. Mais il restera toujours des braises. Et il faut aujourd'hui en France des braises ardentes ! ».
Il était le dernier survivant des compagnons de la Libération après la mort de Daniel Cordier le 20 novembre 2020,.
Par décret du 25 novembre 2020, Hubert Germain est nommé chancelier d'honneur de l'ordre de la Libération.
Le 11 juin 2021, anniversaire du dernier jour de la bataille de Bir Hakeim, une cérémonie est organisée en son honneur sous ses fenêtres, aux Invalides. Le 26 septembre 2021, il reçoit du général Alain Lardet le grade de caporal-chef honoraire de la Légion étrangère.

### Mort et obsèques
La ministre des Armées Florence Parly annonce la mort d'Hubert Germain, à 101 ans, le 12 octobre 2021,, en début d'après-midi dans sa chambre de l’hôpital militaire des Invalides, à Paris. En tant qu'ultime survivant des 1 038 Compagnons de la Libération, il est inhumé dans la crypte du mémorial de la France combattante au mont Valérien, où le dernier caveau du Mémorial lui est réservé. Une cérémonie présidée par le président de la République, Emmanuel Macron, lui rend hommage aux Invalides le 15 octobre 2021, et son inhumation a lieu le 11 novembre avec une cérémonie commençant à l'Arc de triomphe pour s'achever au Mont-Valérien, à Suresnes ; en 2023, le collège Jean-Macé de la ville est renommé en hommage à Hubert Germain,.
Bien qu'Hubert Germain ait été le dernier Compagnon de la libération, il n'est cependant pas le dernier vétéran de la Résistance à s'être éteint. Quelques anciens résistants ont encore vécu après l'année de sa mort, le plus célèbre étant le sociologue Edgar Morin.

## Décorations

### Françaises
- Grand-croix de la Légion d'honneur[1] (2017).
- Compagnon de la Libération[1] (20 novembre 1944).
- Croix de guerre 1939-1945, avec palmes[1].

 Médaille de la Résistance française, avec rosette.
- Insigne des blessés militaires (1 blessure reçue le 24 mai 1944 par éclat d’obus)[30].
- Médaille coloniale avec agrafes Libye et Bir Hakeim[30].
- Médaille commémorative française de la guerre 1939-1945 avec agrafes Afrique, Italie et France[30].
- Officier du Nichan Iftikhar (Tunisie)[30].

### Étrangères
- Membre de l'ordre de l'Empire britannique[1] (Royaume-Uni) (2020).
- Grand-croix de l'ordre pro Merito Melitensi[1] (Ordre souverain de Malte).

## Hommage
- Avenue Hubert-Germain (Paris) : en décembre 2023, le Conseil de Paris vote le renommage de l'avenue Bugeaud, dont le nom faisait référence au maréchal responsable de massacres de civils lors de la conquête coloniale de l'Algérie[31],[32]. La délibération est adoptée par le Conseil de Paris au mois de juillet 2024, entérinant la nouvelle dénomination[33].
- Le Collège de la ville de Saint-Chéron (Essonne), anciennement Collège du Pont de Bois, portera désormais le nom d'Hubert Germain.

## Publication
- Espérer pour la France : entretiens avec Marc Leroy, Paris, Les Belles Lettres, coll. « Mémoires de guerre », 2020, 96 p. (ISBN 978-2-251-45141-1, présentation en ligne); récompensé du Prix Littéraire de l'Armée de Terre.